# ロシアによるドネツク州占領
ロシアによるドネツク州占領（ロシアによるドネツクしゅうせんりょう、ロシア語: Российская оккупация Донецкой области）は、2014年に始まったウクライナ紛争の最中に親露派武装分離主義勢力のドネツク人民共和国がウクライナのドネツィク州を占領したことから始まり、2022年の9月30日には住民投票の結果により、ロシアはドネツク人民共和国を併合した。

## 概要

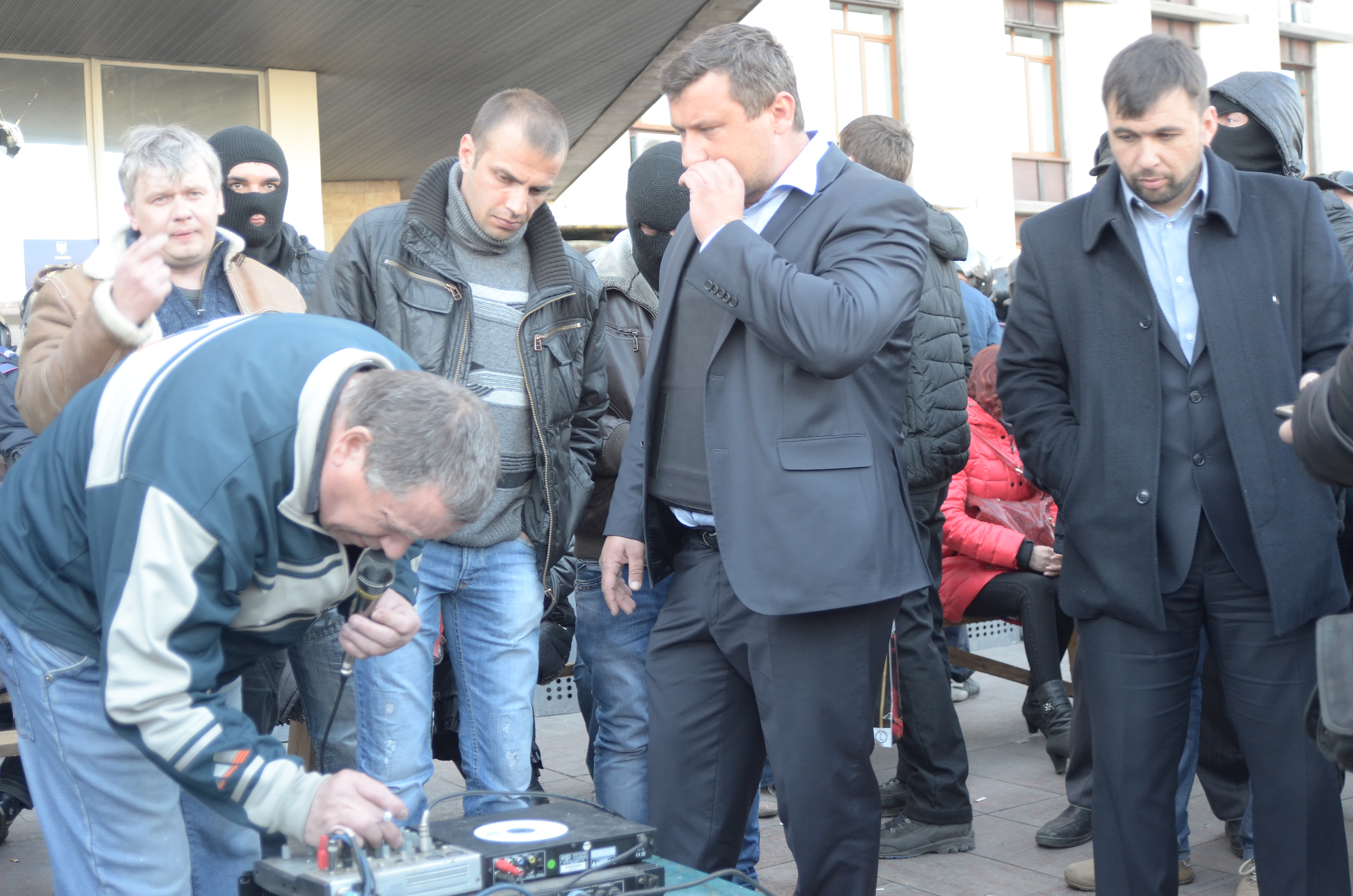
分離主義勢力の演説の準備中を移した写真。一番右にいるのはDPR首長のデニス・プシーリンである。

2014年に親露派武装分離主義勢力が武装蜂起し、ドネツク人民共和国の樹立を宣言、これに合わせてロシア連邦軍が侵攻を開始したことに始まる。
ドンバスに侵攻したロシア軍は、スラヴャンスク、クラマトルスク、ドルジュキウカなどの幾つかの都市を占領。この時、地元のウクライナ治安部隊は何も行動を起こさず、中にはロシア軍に協力する部隊も現れた。その後、ロシア軍部隊は、ホルリウカとドネツク州、ルハンスク州の他の都市を掌握した。

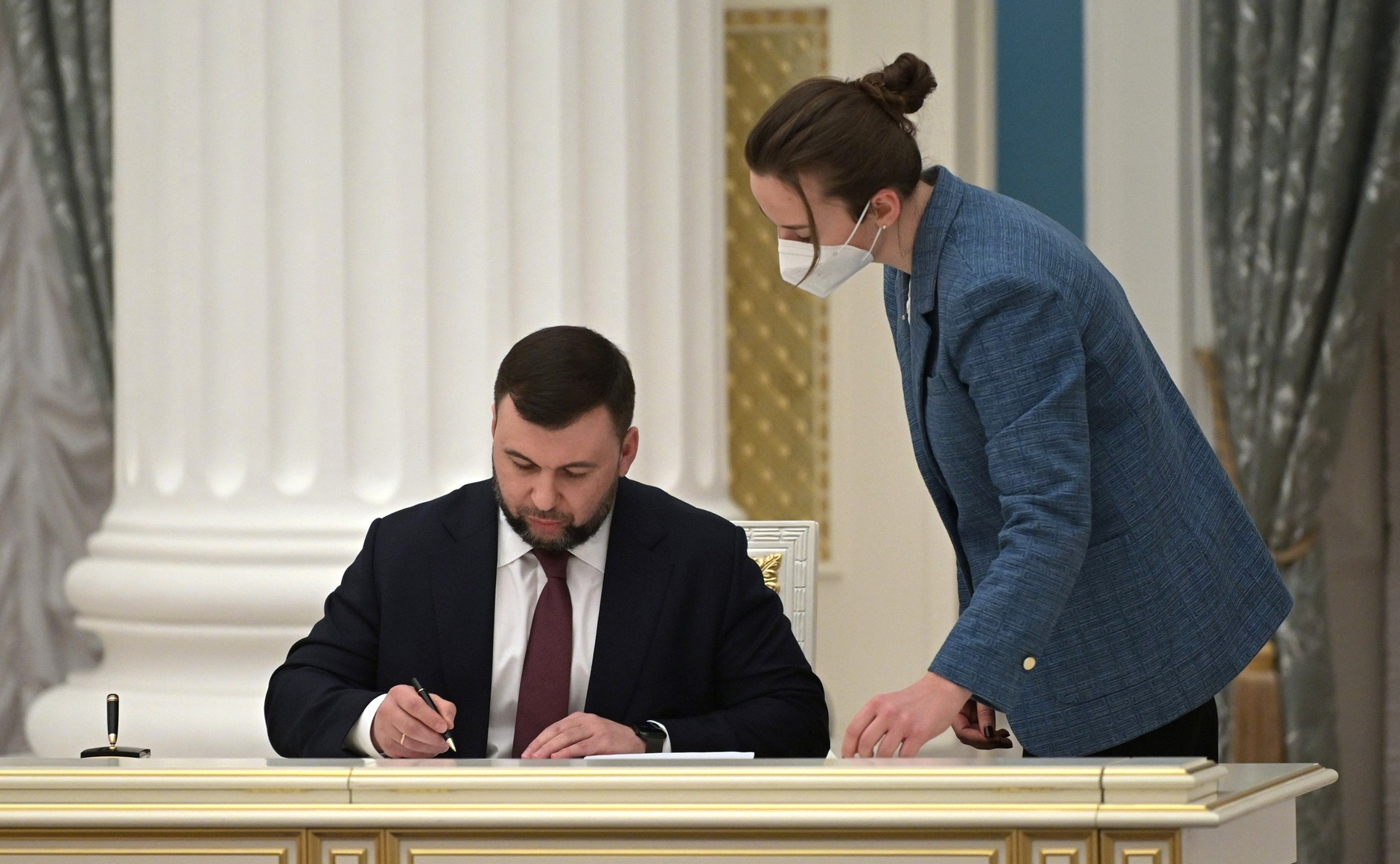
ロシア・ドネツク人民共和国間の友好協力相互支援協定に署名するプシーリン。2022年2月21日

2022年2月21日、ロシアのプーチン大統領はドネツク人民共和国とルガンスク人民共和国を国家承認するとともに、ロシア、DPR間の友好協力相互支援協定が両共和国の議会で満場一致で可決、調印された。DPRとLPRの国家承認は友好協力相互支援協定が結ばれるまで、ロシア軍がドンバス地域で「平和の維持を確保する」と定められていた。

ロシアに併合された4州。

2022年2月24日にロシア連邦軍はドネツク人民共和国の領土からウクライナへ侵攻。この侵攻にはドネツクの民兵も参加している。DPR首長のデニス・プシーリンは、「ロシア人が建設したロシアの都市を解放」するよう求めた。
同年9月23～27日にはウクライナ東南部4州の占領・支配地域で住民投票が実施され、いずれも非常に高い賛成票が投じられた。この結果により、ドネツク人民共和国を含めた4州はロシアを構成する連邦構成主体に組み込まれ、併合宣言が行われた。

## 抵抗運動

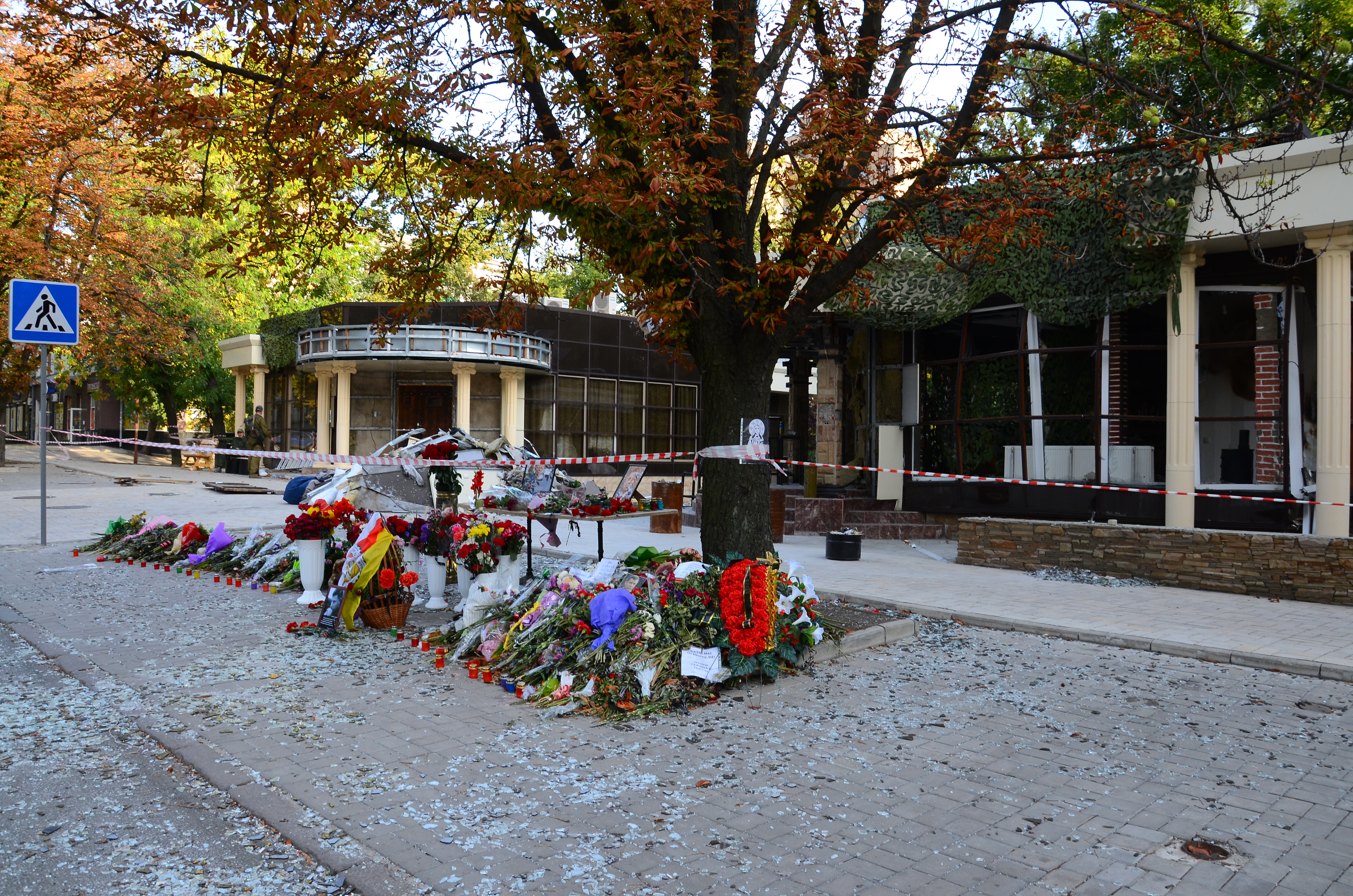
爆破テロがあったカフェの前に設置されたザハルチェンコの記念碑。

ドネツク人民共和国内では樹立当初の2014年から一方的な独立に反対する市民らが主体となってレジスタンス活動が盛んである。ビラの配布や、ウクライナ国旗の掲揚、定期的に演説が行われている。また分離主義勢力の記念碑などの爆破も起こっている。DPRの上層部もレジスタンスの攻撃の的になっており、2015年3月には、DPR人民評議会の政治家である ローマン・ヴォズニクが、ドネツクで車の中で何者かに銃撃、死亡する事件が発生している。2018年8月31日にはドネツクの首長であったアレクサンドル・ザハルチェンコがカフェで爆弾テロに遭い死亡した。